# Vespertilio sinensis
Vespertilio sinensis — вид рукокрилих родини лиликові (Vespertilionidae).

## Поширення
Країни проживання: Китай, Японія, Корея, Корейська Народно-Демократична Республіка, Монголія, Росія, Тайвань.

## Стиль життя
Лаштує сідала в дуплах великих дерев, а також в будинках і печерах уздовж узбережжя. Населяє степи, а також гірські райони, напівпустельні й пустельні райони, спочиває в колоніях в будівлях або скелястих ділянках. Харчується навколо джерел води або болотистих ділянок. Починає активність у ранніх сутінках і полює на літаючих комах досить високо, як правило, на відкритих просторах.

## Морфологія

### Морфометрія
Довжина голови й тіла: 58–80, довжина хвоста: 34–54, довжина задньої ступні: 9–16, довжина вуха: 14–21, довжина передпліччя 43–55, вага: 14–30 грамів.

### Опис
Розмір трохи більший ніж у Vespertilio murinus. Колір хутра чорнувато-коричневий, кінчики волосків білуваті. Черевна частина трохи блідіша.